# Mary Jean Lastimosa
Mary Jean Ramirez Lastimosa (Cotabato, 23 novembre 1987) è una modella filippina incoronata Miss Filippine 2014.

## Biografia
Nasce nella cittadina di Cotabato, figlia dell'arabo Saud al-Shabrami e della filippina Marites Lastimosa. Sette anni dopo, per riuscire a mantenere la numerosa famiglia e per gestire alcune attività imprenditoriali, i genitori decidono di vivere permanentemente in Arabia Saudita, lasciando Mary Jean e la sorella maggiore Maricar in cura dallo zio materno Sergio. Quest'ultimo fungerà da secondo padre per le due sorelle. L'avvicinamento al mondo dei concorsi di bellezza arriva all'età di otto anni. Studia all'Università di Mindanao dove ottiene una laurea in ingegneria informatica.
Partecipa al suo primo concorso di bellezza nel 2004, all'età di sedici anni, quando rappresenta la municipalità di Tulunan al concorso Miss Cotabato (Mutya ng Cotabato) e si classifica seconda. Due anni dopo è nominata Reginetta del Campus nel corso della sua permanenza all'Università di Mindanao. Nel 2008 prende parte a Miss Davao (Mutya ng Davao), venendo proclamata vincitrice.
Successivamente inizia per lei una serie di partecipazioni a Miss Filippine. Nel 2011 prende parte alla competizione Binibining Pilipinas 2011 dove si classifica terza. Torna anche in occasione dell'edizione successiva, dove ottiene due premi speciali senza però centrare il successo. Con un ultimo tentativo consentito per regolamento, il 30 marzo 2014 vi compete per la terza volta venendo nominata Miss Universo Filippine dalla vincitrice uscente Ariella Arida.
Il 25 gennaio 2015 è tra le ottantotto concorrenti della 63ª edizione di Miss Universo, svoltasi a Miami, dove si classifica all'interno della Top 10. Si conclude così per le Filippine la striscia di piazzamenti consecutivi nella Top 5, che durava dal quinto posto di Venus Raj a Miss Universo 2010. 
Dopo la sua partecipazione a Miss Universo prende parte ad alcuni progetti televisivi della ABS-CBN, svolgendo ad esempio il ruolo di valletta nel celebre programma televisivo a premi Kapamilya, Deal or No Deal e quello di co-conduttrice nel varietà Game ng Bayan.